# Xanthodes intersepta
Xanthodes intersepta är en fjärilsart som beskrevs av Achille Guenée 1852. Xanthodes intersepta ingår i släktet Xanthodes och familjen trågspinnare. Inga underarter finns listade i Catalogue of Life.